# Jeremy Stephens
Jeremy Dean Stephens (Des Moines, 26 maggio 1986) è un lottatore di arti marziali miste statunitense.
Combatte nella divisione dei pesi piuma dell’UFC dove detiene il record per il maggior numero di sconfitte, avendo perso 18 incontri nella suddetta promozione.

## Carriera nelle arti marziali miste

### Ultimate Fighting Championship
Stephens combatté Cub Swanson il 28 giugno 2014 a UFC Fight Night 44, venendo sconfitto ai punti dopo tre riprese.
Il 12 dicembre si trovò opposto al brasiliano Charles Oliveira in occasione dell'evento The Ultimate Fighter 20 Finale. Fu sconfitto via decisione unanime.
Combatté Dennis Bermudez l'11 luglio 2014 a UFC 189. A seguito di due round molto equilibrati, Stephens si aggiudicò l'incontro tramite KO tecnico colpendo il nemico con una ginocchiata in volo seguita da pugni.
Stephens affrontò Max Holloway il 12 dicembre all'evento UFC 194, venendo sconfitto per decisione unanime.
Il 29 maggio 2016 Stephens affrontò l'ex campione dei pesi gallo Renan Barão all'evento UFC Fight Night 88. A seguito di un match molto conteso, Stephens ottenne la vittoria più importante della sua carriera sconfiggendo Barao tramite decisione unanime. Entrambi i partecipanti ottennero il riconoscimento Fight of the Night per la loro prestazione.

## Risultati nelle arti marziali miste
| Risultato  | Record    | Avversario           | Metodo                                     | Evento                                                       | Data              | Round | Tempo | Città                      | Note                             |
| ---------- | --------- | -------------------- | ------------------------------------------ | ------------------------------------------------------------ | ----------------- | ----- | ----- | -------------------------- | -------------------------------- |
| Sconfitta  | 28–19 (1) | Mateusz Gamrot       | Sottomissione (kimura)                     | UFC on ESPN: Machačev vs. Moisés                             | 17 luglio 2021    | 1     | 1:05  | Las Vegas, Stati Uniti     |                                  |
| Sconfitta  | 28-18 (1) | Calvin Kattar        | KO tecnico (gomitate e pugni)              | UFC 249: Ferguson vs. Gaethje                                | 9 maggio 2020     | 2     | 2:42  | Jacksonville, Stati Uniti  | Incontro catchweight (150.5 lbs) |
| Sconfitta  | 28-17 (1) | Yair Rodríguez       | Decisione (unanime)                        | UFC on ESPN: Reyes vs. Weidman                               | 18 ottobre 2019   | 3     | 5:00  | Boston, Stati Uniti        | Fight of the Night               |
| No Contest | 28-16 (1) | Yair Rodríguez       | No Contest (ditata all'occhio accidentale) | UFC Fight Night: Rodriguez vs. Stephens                      | 21 settembre 2019 | 1     | 0:15  | Città del Messico, Messico |                                  |
| Sconfitta  | 28-16     | Zabit Magomedšaripov | Decisione (unanime)                        | UFC 235: Jones vs. Smith                                     | 2 marzo 2019      | 3     | 5:00  | Las Vegas, Stati Uniti     |                                  |
| Sconfitta  | 28-15     | José Aldo            | KO tecnico (pugni)                         | UFC on Fox: Alvarez vs. Poirier 2                            | 28 luglio 2018    | 1     | 4:19  | Calgary, Canada            |                                  |
| Vittoria   | 28-14     | Josh Emmett          | KO (pugni e gomitate)                      | UFC on Fox: Emmett vs. Stephens                              | 24 febbraio 2018  | 2     | 1:35  | Orlando, Stati Uniti       | Performance of the Night         |
| Vittoria   | 27-14     | Doo Ho Choi          | KO Tecnico (pugni e gomitate)              | UFC Fight Night: Stephens vs. Choi                           | 14 gennaio 2018   | 2     | 2:36  | St. Louis, Stati Uniti     | Fight of the Night               |
| Vittoria   | 26-14     | Gilbert Melendez     | Decisione (unanime)                        | UFC 215: Nunes vs. Shevchenko 2                              | 9 settembre 2017  | 3     | 5:00  | Edmonton, Canada           | Fight of the Night               |
| Sconfitta  | 25-14     | Renato Moicano       | Decisione (non unanime)                    | UFC on Fox: Johnson vs. Reis                                 | 15 aprile 2017    | 3     | 5:00  | Kansas City, Stati Uniti   |                                  |
| Sconfitta  | 25-13     | Frankie Edgar        | Decisione (unanime)                        | UFC 205: Alvarez vs. McGregor                                | 12 novembre 2016  | 3     | 5:00  | New York City, Stati Uniti |                                  |
| Vittoria   | 25-12     | Renan Barão          | Decisione (unanime)                        | UFC Fight Night: Almeida vs. Garbrandt                       | 29 maggio 2016    | 3     | 5:00  | Las Vegas, Stati Uniti     | Fight of the Night               |
| Sconfitta  | 24-12     | Max Holloway         | Decisione (unanime)                        | UFC 194: Aldo vs. McGregor                                   | 12 dicembre 2015  | 3     | 5:00  | Las Vegas, Stati Uniti     |                                  |
| Vittoria   | 24-11     | Dennis Bermudez      | KO Tecnico (ginocchiata al volo e pugni)   | UFC 189: Mendes vs. McGregor                                 | 11 luglio 2015    | 3     | 0:32  | Las Vegas, Stati Uniti     | Incontro catchweight (149.5 lbs) |
| Sconfitta  | 23-11     | Charles Oliveira     | Decisione (unanime)                        | The Ultimate Fighter: A Champion Will Be Crowned Finale      | 12 dicembre 2014  | 3     | 5:00  | Las Vegas, Stati Uniti     | Incontro catchweight (146.5 lbs) |
| Sconfitta  | 23-10     | Cub Swanson          | Decisione (unanime)                        | UFC Fight Night: Swanson vs. Stephens                        | 28 giugno 2014    | 3     | 5:00  | San Antonio, Stati Uniti   | Fight of the Night               |
| Vittoria   | 23-9      | Darren Elkins        | Decisione (unanime)                        | UFC on Fox: Henderson vs. Thomson                            | 25 gennaio 2014   | 3     | 5:00  | Chicago, Stati Uniti       |                                  |
| Vittoria   | 22-9      | Rony Mariano Bezerra | KO (ginocchiata alla testa)                | UFC Fight Night: Belfort vs. Henderson                       | 9 novembre 2013   | 1     | 0:40  | Goiânia, Brasile           |                                  |
| Vittoria   | 21-9      | Estevan Payan        | Decisione (unanime)                        | UFC 160: Velasquez vs. Bigfoot 2                             | 25 maggio 2013    | 3     | 5:00  | Las Vegas, Stati Uniti     | Debutto nei pesi piuma           |
| Sconfitta  | 20-9      | Yves Edwards         | KO (pugni e gomitate)                      | UFC on Fox: Henderson vs. Diaz                               | 8 dicembre 2012   | 1     | 1:55  | Seattle, Stati Uniti       |                                  |
| Sconfitta  | 20-8      | Donald Cerrone       | Decisione (unanime)                        | UFC on Fuel TV: Korean Zombie vs. Poirier                    | 15 maggio 2012    | 3     | 5:00  | Fairfax, Stati Uniti       |                                  |
| Sconfitta  | 20-7      | Anthony Pettis       | Decisione (non unanime)                    | UFC 136: Edgar vs. Maynard III                               | 8 ottobre 2011    | 3     | 5:00  | Houston, Stati Uniti       |                                  |
| Vittoria   | 20-6      | Danny Downes         | Decisione (unanime)                        | The Ultimate Fighter: Team Lesnar vs. Team dos Santos Finale | 4 giugno 2011     | 3     | 5:00  | Las Vegas, Stati Uniti     |                                  |
| Vittoria   | 19-6      | Marcus Davis         | KO (pugno)                                 | UFC 125: Resolution                                          | 1 gennaio 2011    | 3     | 2:33  | Las Vegas, Stati Uniti     | Knockout of the Night            |
| Sconfitta  | 18-6      | Melvin Guillard      | Decisione (non unanime)                    | UFC 119: Mir vs. Cro Cop                                     | 25 settembre 2010 | 3     | 5:00  | Indianapolis, Stati Uniti  |                                  |
| Vittoria   | 18-5      | Sam Stout            | Decisione (non unanime)                    | UFC 113: Machida vs. Shogun 2                                | 8 maggio 2010     | 3     | 5:00  | Montréal, Canada           | Fight of the Night               |
| Vittoria   | 17-5      | Justin Buchholz      | KO Tecnico (stop medico)                   | UFC Fight Night: Diaz vs. Guillard                           | 16 settembre 2009 | 3     | 2:33  | Oklahoma City, Stati Uniti | Knockout of the Night            |
| Sconfitta  | 16-5      | Gleison Tibau        | Decisione (unanime)                        | UFC Fight Night: Condit vs. Kampmann                         | 1 aprile 2009     | 3     | 5:00  | Nashville, Stati Uniti     |                                  |
| Sconfitta  | 16-4      | Joe Lauzon           | Sottomissione (armbar)                     | UFC Fight Night: Lauzon vs. Stephens                         | 7 febbraio 2009   | 2     | 4:43  | Tampa, Stati Uniti         |                                  |
| Vittoria   | 16-3      | Rafael dos Anjos     | KO (pugni)                                 | UFC 91: Couture vs. Lesnar                                   | 15 novembre 2008  | 3     | 0:39  | Las Vegas, Stati Uniti     | Knockout of the Night            |
| Sconfitta  | 15-3      | Spencer Fisher       | Decisione (unanime)                        | The Ultimate Fighter: Team Rampage vs Team Forrest Finale    | 21 giugno 2008    | 3     | 5:00  | Las Vegas, Stati Uniti     |                                  |
| Vittoria   | 15-2      | Cole Miller          | KO Tecnico (pugni e gomitate)              | UFC Fight Night: Swick vs Burkman                            | 23 gennaio 2008   | 2     | 4:44  | Las Vegas, Stati Uniti     |                                  |
| Vittoria   | 14-2      | Diego Saraiva        | Decisione (unanime)                        | UFC 76: Knockout                                             | 22 settembre 2007 | 3     | 5:00  | Anaheim, Stati Uniti       |                                  |
| Vittoria   | 13-2      | Nick Walker          | KO Tecnico (pugni)                         | MCC 9: Heatwave                                              | 27 luglio 2007    | 1     | 4:45  | Des Moines, Stati Uniti    |                                  |
| Sconfitta  | 12-2      | Din Thomas           | Sottomissione (armbar)                     | UFC 71: Liddell vs. Jackson                                  | 26 maggio 2007    | 2     | 2:44  | Las Vegas, Stati Uniti     |                                  |
| Vittoria   | 12-1      | Vern Jefferson       | KO Tecnico (pugni)                         | Greensparks: Full Contact Fighting 3                         | 17 marzo 2007     | 1     | 3:58  | Des Moines, Stati Uniti    |                                  |
| Vittoria   | 11-1      | Norm Alexander       | Sottomissione (Triangle choke)             | TFC: Battle at the Barn                                      | 21 febbraio 2007  | 1     | 3:26  | Des Moines, Stati Uniti    |                                  |
| Vittoria   | 10-1      | Chris Mickle         | KO (pugno)                                 | MCC 5: Thanksgiving Throwdown                                | 22 novembre 2006  | 4     | 0:27  | Des Moines, Stati Uniti    |                                  |
| Vittoria   | 9-1       | Aaron Williams       | KO Tecnico (pugni)                         | Universal Gladiator Championships 4                          | 22 settembre 2006 | 1     | N/A   | Kenner, Stati Uniti        |                                  |
| Vittoria   | 8-1       | Doug Alcorn          | Sottomissione (armbar)                     | Greensparks: Full Contact Fighting 1                         | 19 agosto 2006    | 1     | 1:56  | Clive, Stati Uniti         |                                  |
| Vittoria   | 7-1       | Chris Mickle         | KO Tecnico (pugni)                         | MCC 4: The Rematch                                           | 15 luglio 2006    | 2     | 3:36  | Des Moines, Stati Uniti    |                                  |
| Vittoria   | 6-1       | Kendrick Johnson     | KO (pugno)                                 | Midwest Cage Championships 1                                 | 11 febbraio 2006  | 1     | 1:46  | Des Moines, Stati Uniti    |                                  |
| Vittoria   | 5-1       | Will Shutt           | KO Tecnico (pugni)                         | XKK: Trials                                                  | 27 agosto 2005    | 1     | 1:19  | Des Moines, Stati Uniti    |                                  |
| Vittoria   | 4-1       | Sharome Blanchard    | KO Tecnico (pugni)                         | XKK: Des Moines                                              | 19 marzo 2005     | 1     | 2:36  | Des Moines, Stati Uniti    |                                  |
| Sconfitta  | 3-1       | Chris Mickle         | Sottomissione (rear-naked choke)           | Downtown Destruction 3                                       | 2 maggio 2005     | 2     | 1:51  | Des Moines, Stati Uniti    |                                  |
| Vittoria   | 3-0       | Chris Caleb          | KO (pugno)                                 | Downtown Destruction 2                                       | 2 febbraio 2005   | 1     | 1:44  | Owatonna, Stati Uniti      |                                  |
| Vittoria   | 2-0       | Gary Percival        | Sottomissione (pugni)                      | Jungle Madness 2                                             | 15 gennaio 2005   | 1     | N/A   | Des Moines, Stati Uniti    |                                  |
| Vittoria   | 1-0       | Ted Worthington      | KO (pugni)                                 | Downtown Destruction 1                                       | 12 gennaio 2005   | 1     | 0.33  | Des Moines, Stati Uniti    |                                  |